# Karl Hafner (Archivar)
Karl Hafner (* 8. Oktober 1875 in Graz; † 23. Juni 1945 ebenda) war ein österreichischer Archivar und Historiker.

## Leben
Karl Hafner wurde am 8. Oktober 1875 in der zum damaligen Österreich-Ungarn gehörenden Stadt Graz geboren. An der dortigen Universität Graz studierte er in weiterer Folge Geschichte und Geographie und schloss seine Studienzeit am 23. Juni 1905 mit dem Grad Dr. phil. ab. Bereits davor wirkte er zwischen 1897 und 1904 als Mitarbeiter der Historischen Landeskommission für Steiermark und arbeitete nach vollendetem Studium von 1905 bis 1933 am Steiermärkischen Landesarchiv. Sein Eintritt in den Archivdienst als Volontär ist im Jahresbericht des Archivs vom Jahre 1905 belegt. Danach war er unter anderem auch im Jahre 1906 unentgeltlich als Volontär im Landesarchiv tätig. 1907 wurde ihm die vom Landtag Steiermark kreierte dritte Adjunktenstelle (in der X. Rangsklasse der Landesbeamten) mit der Rechtswirksamkeit vom 1. Jänner 1907 verliehen, wobei ihm jedoch auch aufgetragen wurde, die staatliche Archivsprüfung am Institut für Österreichische Geschichtsforschung in Wien abzulegen. Nachdem er daraufhin noch für einige Jahre als 3. Adjunkt tätig war, legte er im Jahre 1910 die staatliche Archivsprüfung in Wien mit Erfolg ab. Im Jahre 1912 kam es zu einer Reihe von Beförderungen, wobei auch Hafner, der mittlerweile zweiter Archivsadjunkt war, der Titel eines zweiten Archivskonzipisten verliehen wurde.
Nachdem er 1913 in die IX. Rangsklasse eingereiht wurde, wurde er im gleichen Jahre auch zu einem Korrespondenten des k. k. Archivrates ernannt. Wie ein Großteil des Personals am Steiermärkischen Landesarchiv musste auch Hafner beim Ersten Weltkrieg einrücken und war dabei anfangs an den südlichen Kriegsschauplätzen zugegen, ehe er unter anderem Stationsoffizier in Bruck an der Mur wurde. Im gleichen Jahr wurde er neben seinem langjährigen Kollegen, dem ersten Konzipisten Max Doblinger, zum Oberleutnant befördert. Nachdem er bis Mai 1917 als Bahnhofsoffizier in Bruck an der Mur stationiert war, kam er in dieser Zeit als Oberleutnant zum k. u. k. Militärkommando Graz. Nachdem der damalige Direktorstellvertreter Anton Kapper mit 1. August 1920 in den Ruhestand versetzt wurde und der bisherige Landesarchivar Max Doblinger an dessen Stelle nachrückte, übernahm der bis zu diesem Zeitpunkt als Archivkonzipist tätige Karl Hafner das Amt des Landesarchivars. Als Anwärter auf die Konzipistenstelle folgte mit 1. Jänner 1923 Viktor Theiß. Mit Rechtswirksamkeit vom 1. Juli 1929 wurde Hafner zum Oberarchivar in der 3. Dienstklasse ernannt.
Zwischen 1910 und 1913 trat er auch als Mitherausgeber der Blätter zur Geschichte und Heimatkunde der Alpenländer in Graz in Erscheinung. In den Jahren 1923 bis 1945 war er Vorstandsmitglied des Steirischen Sängerbundes, dem er ein wertvolles Archiv, das auch die steirische Musikgeschichte einschloss, errichtete. Das Archiv ging jedoch nach Hafners Tod im Jahre 1945 zugrunde. 1938 war Hafner kommissarischer Leiter des Vereins Deutscher Historiker in Graz und trat danach als Obmann dieser Vereinigung in Erscheinung. Er beantragte am 26. Mai 1938 die Aufnahme in die NSDAP, wurde rückwirkend zum 1. Mai desselben Jahres aufgenommen (Mitgliedsnummer 6.268.025) und schlug aus eigenem Antrieb Alfred Rosenberg die Einrichtung eines Judenkatasters für die Steiermark vor. Am 23. Juni 1945 verstarb Hafner 69-jährig in seiner Geburtsstadt Graz. Der Nachlass Hafners, der unter anderem Mitglied der Studentenverbindung Sängerschaft Gothia Graz war, befindet sich heute im Steiermärkischen Landesarchiv.

## Schriften (Auswahl)
- Habsburgs Kampf gegen Frankreich im Jahre 1536, eine Studie zur Geschichte der italienischen Politik Karls V. und Ferdinands I. Dissertation, Universität Graz, 1904 (handschriftlich).
- Aus dem Musikleben des Steirerlandes. Geschichtliche und biographische Skizzen zur steirischen Musikgeschichte. Graz 1924.